# Secret Intelligence Service
Der Secret Intelligence Service (SIS; deutsch „Geheimer Nachrichtendienst“) ist der britische Auslandsgeheimdienst. Er ist besser bekannt unter dem Namen MI6, der für „Military Intelligence Section 6“ steht.
Direktorin des MI6 soll ab Herbst 2025 Blaise Metreweli als Nachfolgerin von Richard Moore werden.

## Geschichte
Der MI6 wurde 1909 zusammen mit dem MI5 sowie „17 weiteren militärischen Nachrichtendiensten“ als Teil des Secret Service Bureau gegründet. In der ursprünglichen Aufgabenteilung war der MI6 für die Marine zuständig, spezialisierte sich aber zunehmend auf Auslandsspionage und wurde daher in der Folgezeit zum Auslandsgeheimdienst SIS.
Der erste Direktor des MI6 war Sir Mansfield Smith-Cumming, der Korrespondenz mit seinem Initial „C“ signierte, welches sich zum Codenamen für alle späteren Direktoren entwickelte.

### Erster Weltkrieg
Die erste bedeutende Prüfung der Organisation kam mit dem Ersten Weltkrieg, in dem der SIS zum Teil Erfolge erzielen konnte. Dem SIS war es zwar nicht möglich, in Deutschland mit Agenten einzudringen, aber er hatte einige ansehnliche Erfolge in der militärischen und wirtschaftlichen Aufklärung. Diese Erfolge sind vor allem das Werk von Agentennetzwerken in neutralen Ländern, besetzten Gebieten und Russland (siehe u. a. Rasputin). Die weiteren militärischen Nachrichtendienste sind unter Directorate of Military Intelligence aufgeführt, und wurden teilweise später in MI5 und MI6 integriert. Die Navy unterhielt bis in den Zweiten Weltkrieg mit der Naval Intelligence Division einen eigenen Nachrichtendienst.
Eine der wichtigsten Aufklärungsergebnisse der nachrichtendienstlichen Abteilung der britischen Admiralität Room 40 war die Entschlüsselung der Zimmermann-Telegramme vom 19. Januar 1917.
Nach dem Krieg wurden die Mittel des SIS stark reduziert, und den Empfängern der Informationen des SIS, wie etwa der Admiralität, wurde eine gewisse Kontrolle über die Operationen des SIS eingeräumt – diese Beziehung besteht bis heute.
In den Jahren nach dem Krieg und bis in die 1920er hinein war der SIS hauptsächlich mit dem Kommunismus (und hierbei besonders mit Russland) beschäftigt. Dabei unterstützte der SIS auch Versuche, das kommunistische Regime in Russland zu stürzen. Während der 1920er arbeitete der SIS hauptsächlich mit dem diplomatischen Dienst zusammen. Die meisten Botschaften stellten einen Offizier zur Passkontrolle ein, der in Wirklichkeit der Leiter des SIS in diesem Land war. Das gab den Operationen durch die diplomatische Immunität der Botschaftsmitarbeiter einen gewissen Schutz, doch dieses System wurde offensichtlich zu lange praktiziert und war in den 1930ern schließlich ein offenes Geheimnis.
In den 1930ern zog dann das nationalsozialistische Deutschland die Aufmerksamkeit des SIS auf sich. Wie im Ersten Weltkrieg waren die Erfolge des SIS in Deutschland beschränkt, auch wenn er einige verlässliche Quellen innerhalb der deutschen Regierung und des Militärs gewinnen konnte.

### Zweiter Weltkrieg
Während des Zweiten Weltkriegs wurde die Arbeit des SIS im geheimdienstlichen Sinne überschattet von einigen Initiativen anderer Nachrichtendienste. Dazu gehören:
- die kryptographischen Fortschritte der Government Code and Cypher School (GC & CS), der Behörde, die zuständig war für das Abfangen und Entschlüsseln ausländischer Kommunikation,
- das Double-Cross-System des MI5, das deutsche Nachrichtendienste mit falschen Informationen fütterte,
- die Arbeit der Photographic Reconnaissance Unit und außerdem
- die für die beteiligten Agenten gefährlichen Aktionen der „Special Operations Executive“ (SOE), die hinter feindlichen Linien Spionage und Sabotage betreiben sollte.

Eine schwere Niederlage erlitt der SIS im November 1939 beim Venlo-Zwischenfall. Deutsche Agenten des SD hatten sich als hochrangige Armee-Offiziere ausgegeben, die ein Attentat auf Hitler ausüben wollten. Bei einem Treffen in der niederländischen Grenzstadt Venlo mit den vermeintlichen Verschwörern wurden zwei Agenten des SIS durch die SS unter Grenzverletzung aus den Niederlanden ins Deutsche Reich entführt.
Trotz der Schwierigkeiten zu Anfang des Krieges erholte sich der SIS und führte einige erfolgreiche Operationen sowohl auf dem europäischen Festland als auch im mittleren und fernen Osten durch. Der SIS wirkte ab 1941 über die British Security Coordination umfangreich bei der Etablierung des amerikanischen Office of the Coordinator of Information mit.
Zu den erfolgreichen Unternehmen des MI6 gehören u. a. die Operation Mincemeat und die Operation Jedburgh. Beim Englandspiel wurde der Geheimdienst getäuscht.

### Kalter Krieg
Die Operationen des SIS gegen die Sowjetunion zu Beginn des Kalten Krieges wurden einige Zeit durch die Tätigkeit des sowjetischen Spions Kim Philby kompromittiert, der unter anderem Verbindungsoffizier des SIS in der britischen Botschaft in Washington, D.C. war. In dieser Tätigkeit hat er beispielsweise ein Programm gemeinsamer britischer und amerikanischer paramilitärischer Operationen in Albanien verraten (auch wenn gezeigt wurde, dass dieses Programm auch durch die miserablen Sicherheitsrichtlinien „am Boden“ kompromittiert wurde). Im Baltikum setzte der SIS von 1949 bis ca. 1955 eine Tarnorganisation ein, den British Baltic Fishery Protection Service, der zum Teil aus ehemaligen Angehörigen der Kriegsmarine bestand und mit ehemaligen deutschen Schnellbooten operierte.
Der SIS litt unter weiteren Peinlichkeiten als herauskam, dass ein Offizier, der sowohl an Tunnel-Operationen in Wien als auch an der Operation Gold in Berlin beteiligt war, ein sowjetischer Agent war. George Blake wurde während seiner Gefangenschaft im Koreakrieg von Chinesen „umgedreht“. Als er aus Korea zurückkehrte, empfingen ihn seine Zeitgenossen wie einen Helden; seine Sicherheitsbefugnisse wurden wiederhergestellt. 1953 versetzte man ihn zur Station des MI6 in Wien, wo die dortigen Tunnel bereits seit vier Jahren aktiv waren. Nachdem er diese – unbemerkt – an die sowjetische Seite verraten hatte, wurde er einem britischen Team zugeteilt, das an der Operation Gold beteiligt war – einem Tunnelbau im geteilten Berlin. Dementsprechend schnell ist die Sprengung des Tunnels veranlasst worden. Man identifizierte Blake daraufhin als sowjetischen Agenten; er wurde wegen Spionage vor Gericht gestellt und kam ins Gefängnis – er brach 1964 aus und flüchtete in die Sowjetunion.
Durch verbesserte Sicherheitsüberprüfungen und einige gute Quellen in der UdSSR erholte sich der SIS Anfang der 1960er von diesen Rückschlägen. Eine dieser Quellen war Oleg Wladimirowitsch Penkowski, ein Offizier der GRU (sowjetischer Militärnachrichtendienst). Penkowski lieferte über zwei Jahre hinweg tausende Fotografien von geheimen Dokumenten. Darunter waren auch Handbücher der Roten Armee für Raketen, die amerikanischen Analytikern 1962 die Erkennung der auf Kuba stationierten sowjetischen Raketen ermöglichte.
Die Aktionen des SIS nahmen zum Ende des Kalten Krieges zu. Ein Höhepunkt war die Rekrutierung von Oleg Antonowitsch Gordijewski in den 1970ern, der dem SIS für ein Jahrzehnt Informationen lieferte und 1985 erfolgreich aus Moskau fliehen konnte.
Dem SIS gelang es allem Anschein nach auch, sowjetische Offizielle bei Reisen in dritten Ländern, beispielsweise in Afrika oder Asien, zu rekrutieren. Ein so gewonnener Agent war Wladimir Anatoljewitsch Kusitschkin, der Sohn eines Mitgliedes des Politbüros und hochrangiger KGB-Mitarbeiter: Er informierte den SIS über die Mobilisierung der ALFA-Einheit des KGB während des Augustputsches in Moskau im Jahre 1991, als diese Einheit kurz darauf den sowjetischen Generalsekretär Gorbatschow stürzen wollte.
Das wahre Ausmaß der Aktivitäten des SIS in der zweiten Hälfte des Kalten Krieges bleibt aber weitgehend unbekannt.
Die Aktivitäten des SIS im Kalten Krieg beinhalteten auch eine Reihe verdeckter politischer Einflussnahmen, darunter der Staatsstreich gegen Patrice Lumumba im Kongo 1961 sowie die Herbeiführung eines internen Konflikts zwischen libanesischen paramilitärischen Gruppen in der zweiten Hälfte der 1980er, der sie davon abhielt, weiterhin westliche Geiseln zu nehmen.

### Ende des Kalten Krieges – Gegenwart
Seit 1994 unterliegt die Aufsicht der Aktivitäten des SIS einem Ausschuss des Parlaments.
Der SIS hatte bis 1994 kein offizielles Domizil. Seit 1995 befindet sich das Hauptquartier im neu erbauten SIS-Gebäude in London an der Themse.

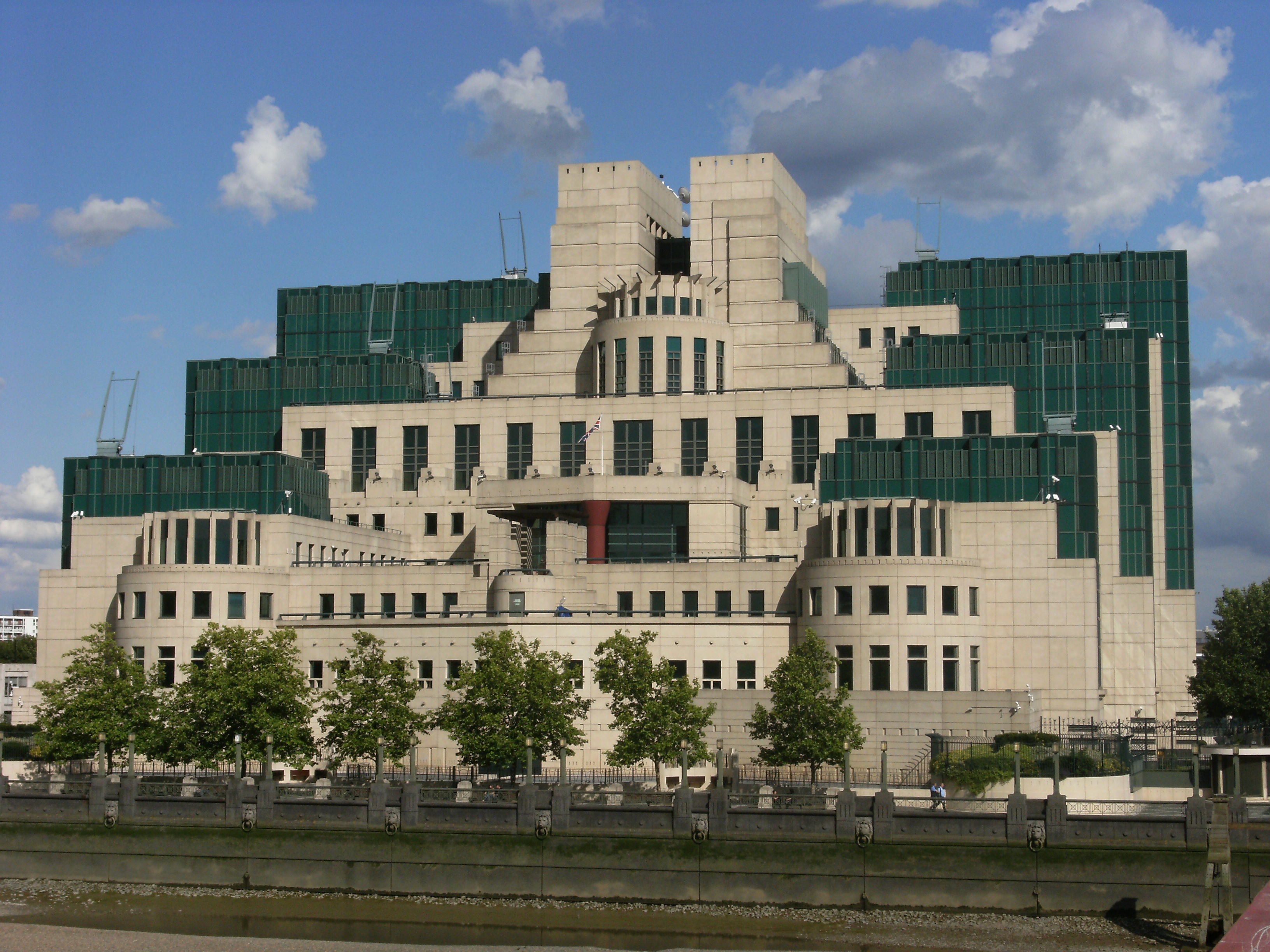
Das SIS-Gebäude im Londoner Stadtteil Vauxhall

Seit dem 13. Oktober 2005 besitzt der SIS eine eigene Website.
Der ehemalige Leiter der Behörde (2004 bis 2009) John Scarlett war durch die Gerichtsverhandlung über den Selbstmord von David Kelly in den britischen Medien sehr präsent. Scarlett war Führungsoffizier von Oleg Gordiewski, dessen Flucht er 1985 auch organisierte.
Ende Dezember 2007 berichtet der russische Inlandsgeheimdienst FSB, dass der MI6 den ehemaligen russischen Geheimdienstler Wjatscheslaw Charkow angeworben und mit der Beschaffung von Geheimdaten beauftragt hat. Charkow habe sich allerdings im Juni 2007 freiwillig dem FSB gestellt und vier weitere MI6-Agenten enttarnt.
Mit Herbst 2025 übernimmt Blaise Metreweli als erste Frau die Direktion des MI6.

## Leitung
- 1909–1923: Sir Mansfield Smith-Cumming
- 1923–1939: Admiral Sir Hugh Sinclair
- 1939–1952: Lieutenant Colonel Sir Stewart Menzies
- 1953–1956: Sir John Alexander Sinclair
- 1956–1968: Sir Dick White
- 1968–1973: Sir John Ogilvy Rennie
- 1973–1978: Sir Maurice Oldfield
- 1979–1982: Sir Dick Franks
- 1982–1985: Sir Colin Figures
- 1985–1989: Sir Christopher Curwen
- 1989–1994: Sir Colin McColl
- 1994–1999: Sir David Spedding
- 1999–2004: Sir Richard Dearlove
- 2004–2009: Sir John Scarlett
- 2009–2014: Sir Robert John Sawers
- 2014–2020: Sir Alex Younger
- bis Herbst 2025: Sir Richard Moore
- ab Herbst 2025: Blaise Metreweli

## Mediale Rezeption
James Bond aus der gleichnamigen Roman- und Filmreihe ist ein Agent des Secret Service (erst in späteren Filmen als MI6 bezeichnet). Ian Fleming, der Erschaffer Bonds und Autor der ersten Romane, arbeitete während des Zweiten Weltkrieges als persönlicher Assistent von John Godfrey, dem Director of Naval Intelligence (DNI) für die Naval Intelligence Division (NID). In dieser Funktion hatte er unter anderem die Planung verschiedener Geheimoperationen und Einsatzplanung der Kommandoeinheit 30 Assault Unit der Royal Marines.
Das reale Gebäude des SIS kommt seit dem Film GoldenEye mit dem Bond-Darsteller Pierce Brosnan sporadisch in der Filmreihe vor. Hierfür hat der SIS als Tribut an die weltweite Bekanntheit der Filme erstmals Außenaufnahmen des Gebäudes gestattet. Außerdem wird in dem Film Skyfall die Außenfassade des Gebäudes im Londoner Stadtteil Vauxhall vom Fluss aus gezeigt, die dann explodiert. In der Fortsetzung Spectre wird die Ruine, die mit Sprengsätzen zu Abrisszwecken versehen wurde, schließlich Schauplatz für den Showdown von Bond und seinem Gegenspieler. Das Gebäude wird hierbei vollständig zerstört, Bond kann in letzter Sekunde entkommen.
Bis zu diesem Zeitpunkt dienten die Außenaufnahmen verschiedener Gebäude in der Serie als Hauptquartier des Secret Service, das Fleming in seinen Büchern als ein Gebäude am Regent’s Park bezeichnet hatte. Die Fassaden wurden für die Aufnahmen im Eingangsbereich jeweils mit einem diskreten Messingschild mit der Aufschrift „Universal Exports“ versehen, der von Fleming erdachten Tarnfirma des Secret Service.
In den englischen Fernsehserien Die Profis und Mit Schirm, Charme und Melone werden die Arbeit und Aufgaben von MI5 und MI6, teilweise unter anderen Bezeichnungen wie CI5, dargestellt. Auch in der britischen Fernsehserie Spooks - Im Visier des MI5 wird die Arbeit des Inlandsgeheimdienstes in 10 Staffeln thematisiert.